# رأس التوأم المؤخر
رأس التوأم المؤخر في الفلك (بالإنجليزية: Pollux أو Beta Geminorum)‏ هو نجم عملاق برتقالي أكبر نحو 3 مرات من الشمس ويبعد عن الأرض 34 سنة ضوئية ويقع في كوكبة التوأمان. ورأس التوأم المؤخر هو أسطع نجوم الكوكبة وأشد ضياء من توأمه المسمى رأس التوأم المقدم . وقد تحققت اكتشافات عام 2006 أن رأس التوأم المؤخر له كوكب (كوكب خارج المجموعة الشمسية) يدور حوله.
ينتمي رأس التوأم المؤخر إلى مجموعة نجوم تشكل مسدس الشتاء وجميعها من النجوم الكبيرة المصنفة برقم 1 .

## صفاته
من الوجهة الفلكية يصنف رأس التوأم المؤخر ك عملاق أحمر وهو أقرب نجم بهذا التصنيف لنا حيث يبعد نحو 34 سنة ضوئية . وتبلغ كتلة رأس التوأم المؤخر نحو 3 أضعاف كتلة الشمس ويبلغ قطره نحو 9 أضعاف قطر الشمس. أما شدة ضياءه فهي أشد من ضياء الشمس 32 مرة وتبلغ درجة حرارة سطحه نحو 4.500 كلفن.

ويحتل لمعان رأس التوأم المؤخر المركز السابع عشر في قائمة أسطع نجوم السماء . ويميزه لونه البرتقالي عن النجم القريب منه وهو رأس التوأم المقدم α Geminorum.

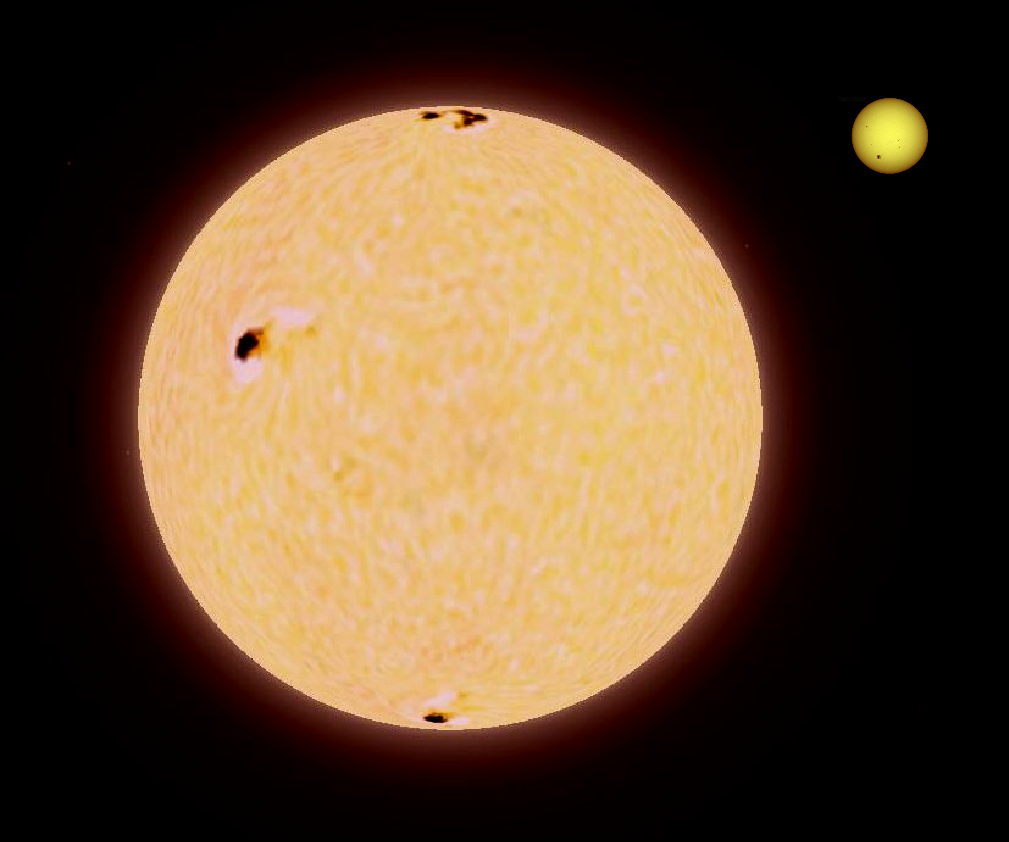
مقارنة بين حجمي الشمس (يمين) ورأس التوأم المؤخر [يسار].

## النظام الكوكبي
تبين من القياسات الطيفية لسرعة النجم الشعاعية أن رأس التوأم المؤخر له كوكب كبير أكبر ثلاثة مرات من المشتري ويسميه العلماء بولوكس ب Pollux b ، وهو يدور حول رأس التوأم المؤخر كل 590 يوم . بذلك يصبح رأس التوأم المؤخر أول نجم يمكن رؤيته بالعين المجردة ويوجد له كوكب تابع .
| رفيق (بترتيب النجوم) | كتلة           | نصف محور (AU) | الفترة المدارية (يوم) | انحراف    | ميلان | نق |
| -------------------- | -------------- | ------------- | --------------------- | --------- | ----- | -- |
| Pollux b             | > 2.30±0.45 مJ | 1.64±0.27     | 589.64±0.81           | 0.02±0.03 | —     | —  |

## وصلات خارجية
- "Pollux". SolStation. مؤرشف من الأصل في 2019-05-19. اطلع عليه بتاريخ 2005-11-21.
- "Precise Radial Velocities of Giant Stars II. Pollux and its Planetary Companion". أرخايف. 7 يوليو 2006. مؤرشف من الأصل في 2018-12-12. اطلع عليه بتاريخ 2008-06-24.

## اقرأ أيضا
- رأس التوأم المؤخر b
- الشعرى الشامية
- منكب الجوزاء
- بي الدجاجة
- السماك الأعزل
- بيستول
- نجم المليك
- قزم أبيض
- الانفجار العظيم
- خط زمني للانفجار العظيم
- ثقب أسود
- انفجار أشعة غاما 080319ب
- انفجار أشعة غاما 090423
- انفجار أشعة غاما 970228
- انفجار أشعة غاما 971214
- انفجار أشعة غاما 080916C
- انفجار أشعة غاما 060218
- مستعر أعظم II
- مستعر أعظم نوع Ia
- مستعر أعظم
- نجم كواركات
- عملاق أحمر
- عملاق أزرق
- السماك الأعزل